# Beatrice Nasmyth
Beatrice Sifton Nasmyth (Stratford, 12 de agosto de 1885 - Vancouver, 23 de octubre de 1977), de casada Beatrice Sifton Nasmyth Furniss, fue una sufragista canadiense y corresponsal de guerra durante la Primera Guerra Mundial. Fue reportera para el Daily Province en Vancouver desde 1910 hasta 1919, lo que la llevó a Europa para cubrir la guerra y el posterior tratado de paz. 

## Trayectoria
Nasmyth nació el 12 de agosto de 1885 en Stratford, Ontario. Su tía era la artista canadiense Mary Dignam, primera presidenta de la Asociación de Mujeres Artista de Canadá, y ejerció influencia en Nasmyth en sus opiniones sufragistas y feministas.
Nasmyth se graduó en el Woodstock Collegiate Institute y continuó sus estudios en el Alma College en Saint Thomas, Ontario. Tras graduarse, estudió en la Universidad de Toronto. Su primer trabajo como periodista fue en el periódico local Woodstock Sentinel-Review. Unos años después se mudó a Vancouver, en la Columbia Británica, donde vivía uno de sus hermanos. Nasmyth continuó con la escritura y tenía un trabajo de reportera para The Vancouver Daily World y fue redactora de reseñas de libros para el semanario BC Saturday Sunset. También colaboró con el Vancouver Province, también conocido como el Daily Province.  
Nasmyth fue miembro fundadora de la sucursal de Vancouver del Club Femenino de Prensa Canadiense (Canadian Women's Press Club), donde entabló amistad con la poeta y escritora Pauline Johnson. En 1914, Nasmyth estuvo involucrada en el incidente de Komagata Maru, donde pasó un tiempo vigilando el barco, evitando que los inmigrantes indios llegaran a tierra. 

### Primera Guerra Mundial
En 1914 el Vancouver Province envió a Nasmyth a Londres para cubrir la guerra. Era conocida por tratar de evadir la censura de la prensa al pasar sus artículos de contrabando, dándole los artículos a su hermano, un hombre de negocios que viajaba a menudo a Inglaterra y que le traía los informes de regreso a Canadá.
Nasymth cubrió la Conferencia de Paz de París en 1919. Uno de los delegados canadienses a la conferencia fue su primo segundo Arthur Sifton.

### Activismo político
En 1917, Nasmyth fue la directora de campaña de Roberta MacAdams, una dietista militar que se postuló para la Asamblea Legislativa de Alberta, y se convirtió en la segunda mujer elegida en la misma.

## Vida familiar
Nasmyth se casó con Mackenzie Furniss en 1918. La pareja llegó a Canadá en 1920 y se instaló en Montreal. En 1921, tuvieron un hijo llamado Henry, y en 1924 una hija llamada Monica. Nasmyth escribió ficción para la revista británica Modern Woman y la revista canadiense Chatelaine.
Nasmyth murió en Vancouver el 23 de octubre de 1977.